# Cyphura destrigata
Cyphura destrigata är en fjärilsart som beskrevs av Kirsch. Cyphura destrigata ingår i släktet Cyphura och familjen Uraniidae. Inga underarter finns listade i Catalogue of Life.